# 琳西·特莉
林赛·斯特林（英語：Lindsey Stirling，1986年9月21日—）是美國小提琴家、舞蹈家、表演藝術家和作曲家，出生於加利福尼亚州圣安娜。畢業於楊百翰大學的電影學院休閒治療專業，曾在紐約市擔任摩爾門傳教士。2007年，她在現場和她的YouTube頻道Lindseystomp表演小提琴。2010年，林赛·斯特林進入《美國達人》第五個賽季八強，她的音樂被稱為嘻哈小提琴，也曾被评价为“外貌可爱”。
2010年以來，林赛·斯特林已經發行同名專輯、EP和幾首單曲。她演奏各種音樂風格，從古典音樂、流行音樂到嘻哈電子舞曲。
2017年1月21日，她与馬來西亞藝人黄明志合作的一首中国风的歌曲《美人罪》並跨刀演出MV。

## 連接
- 官方网站
- YouTube上的Lindsey Stirling頻道